# Provincia di Şırnak
La provincia di Şırnak è una delle province della Turchia.

## Geografia
A sud-ovest confina con la Siria, a sud-est con l'Iraq.

## Distretti

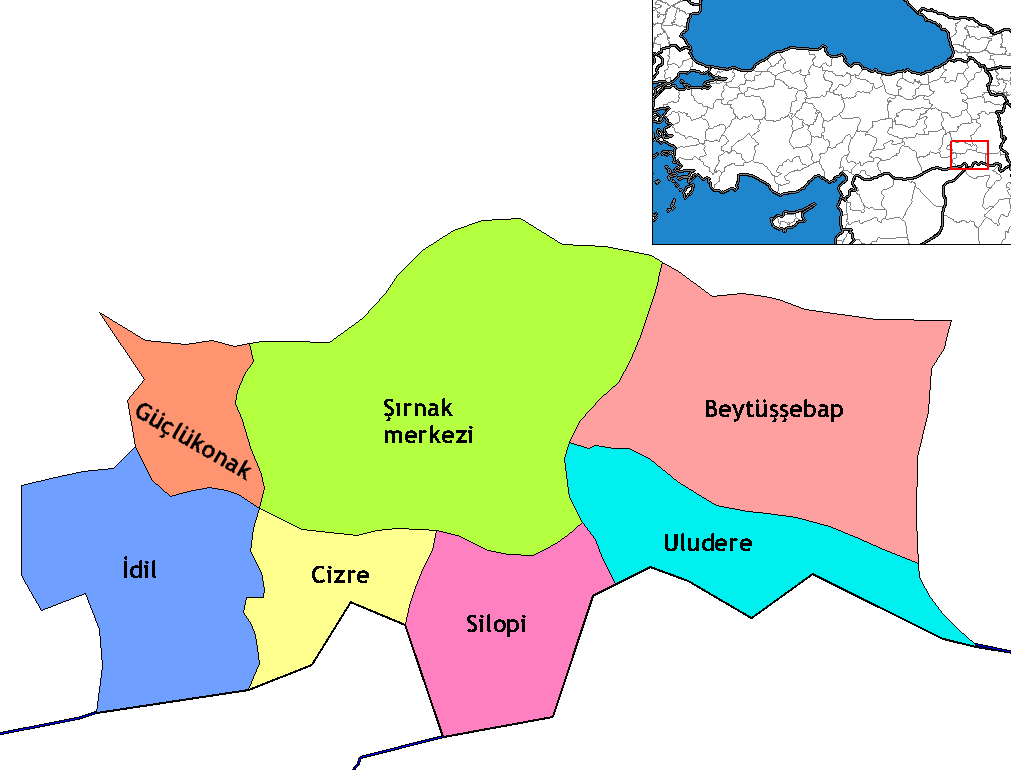
Distretti della provincia di Şırnak

La provincia è divisa in 7 distretti: 	
- Beytüşşebap
- Cizre
- Güçlükonak
- İdil
- Silopi
- Şırnak
- Uludere